# São João das Missões
São João das Missões est une municipalité brésilienne de l'État du Minas Gerais et la microrégion de Januária.

## Personnalités liées à la ville
- Célia Xakriabá, femme politique indigène brésilienne.